# خاکستری (فیلم ۱۳۵۶)
خاکستری فیلمی به کارگردانی مجید صفار و نویسندگی محمد صفار محصول سال ۱۳۵۶ است.

## خلاصه داستان
زینل جوانی است تنها و با احوال مالیخولیایی، كه لكنت زیادی دارد و كارش گرفتن عكس برای روزنامه و نوشتن داستان برای مجلات است. زینل فكر و توجه‌اش به مینو، منشی شركتی، است كه محل كارش در نزدیک آپارتمان او قرار دارد. او مینو را می‌رباید و وی را در خانه‌ی ییلاقی عمویش امجد، در خارج از شهر، زندانی می‌كند. كوشش‌های مینو برای فرار نتیجه‌ای نمی‌دهد، تا این که یک مرد مسلح زخمی جلو اتومبیل زینل را می‌گیرد و با تهدید از او می‌خواهد كه او را در ویلایش جا بدهد. مرد از هوش می‌رود و زینل او را به بيمارستان می‌رساند و می‌گریزد. مینو برای رهایی از دست زینل وانمود می‌کند كه به او علاقمند است؛ اما در موقعیتی كه چند تن از روستاییان و ژاندارم ها برای رها کردن او تلاش کرده‌اند با زینل گلاویز می‌شود و می‌گریزد. زینل در موقع تعقیب مينو به ضرب گلوله‌ی ژاندارمی از پا در می‌آید.

## بازیگران
- سعید راد
- نوش‌آفرین
- بلیش
- علی سعادت
- کاظم صادقیان
- کاشانی
- سیدفخرالدین
- الیاس امینی
- بهلولی
- منیژه
- محسن مهدوی
- ایرج سمندی